# Nagmachon
Nagmachon es un vehículo de combate de infantería fuertemente blindado desplegado por las Fuerzas de Defensa de Israel. El Nagmachon evolucionó a partir del transporte blindado de personal (APC) NagmaSho't, que a su vez se basó en los cascos del tanque Centurion Sho't de las décadas de 1970 y 1980. El vehículo lleva un grueso blindaje en el vientre diseñado para resistir explosiones de minas y soportes en el casco delantero para diversos dispositivos de ingeniería como arados de minas, rodillos de minas y palas de excavadora. Con su armadura abdominal y la armadura relativamente pesada del casco Centurion, el Nagmachon también lleva una armadura reactiva explosiva para contrarrestar las cargas con forma de antitanque altamente explosivas (HEAT), como las granadas propulsadas por cohetes (RPG) RPG-7.
Los primeros Nagmachon estaban equipados con tres escudos blindados para brindar a los soldados que disparaban las ametralladoras de uso general FN MAG montadas en la Fabrique Nationale de Herstal (FN) cierto grado de protección contra el fuego de armas pequeñas. Los Nagmachon posteriores fueron equipados con una superestructura elevada distintiva, a veces denominada "caseta para perros". La estructura elevada y la mayor protección contra minas han convertido a Nagmachon en una plataforma ideal para operaciones urbanas y de contrainsurgencia, que tuvo mucho uso en la Intifada de Al-Aqsa dentro de los territorios en disputa y el sur del Líbano en 2006. A menudo se utiliza como vehículo de ingeniería militar y como transporte de zapadores, aunque su función principal ha sido la de transportar infantería.